# Оренбургский 14-й казачий полк
14-й Оренбургский казачий полк — войсковая часть Оренбургского Казачьего Войска, был сформирован из казаков 3-й очереди в возрасте 30—35 лет из 2-го полкового округа 1-го военного отдела (из станиц Павловской,Бердской, Оренбургской, Каменно-Озерной, Сакмарской, Гирьяльской, Воздвиженской, Верхнеозерной, Ильинской, Сухомлиновской, Новоорской). Командиром 14-го Оренбургского казачьего полка приказом от 19 июля 1914 года был назначен войсковой старшина З. Ш. Дашкин.

## Боевой путь полка
Полк расформирован 09.09.1906 г. с окончанием Русско-японской войны. В связи с началом Первой Мировой Войны к 8 августа 1914 года в составе Гренадерского корпуса 4-й армии из состава Юго-Западного фронта. Личный состав полка насчитывал 20 офицеров, 887 строевых и 82 нестроевых казака. На вооружении имелось 25 револьверов и 855 винтовок, 962 лошади. 
С 14 июля 1915 года полк был направлен в г. Вилькомир для соединения со 2-й Кубанской казачьей дивизией, составляющей Вилькомирский отряд генерал-лейтенанта М. С. Тюлина. С 25 сентября по 22 ноября 1915 года полк входил в состав Отдельной Сводной казачьей бригады, состоящей из 40-го Донского и 14-го Оренбургского казачьего полков. С 14 октября полк по железной дороге был отозван до 30 ноября на отдых в Одессу. Участвовал в смотре войск 7 ноября 1915 года проводившегося Императором Николаем II. За первые полтора года боевые потери полка составили: убитыми — 14 казаков, ранеными — 8 офицеров и 102 казака, и 19 казаков пропали без вести. К 15 ноября 1915 года награждены казаки 14-го полка 186 Георгиевскими крестами и 340 Георгиевскими медалями. 19 марта 1916 года 14-й Оренбургский казачий полк вошёл в состав 5-го Сибирского армейского корпуса.
К концу войны 7 казаков 14-го Оренбургского казачьего полка стали полными Георгиевскими кавалерами. Среди них хорунжий станицы Воздвиженской Пудовкин, Петр Дмитриевич и подхорунжий Сухомлиновской станицы Анисимов, Николай Васильевич.

## Знамя полка
Старое полковое знамя образца 1816 года (пеших казачьих батальонов). Крест белый, углы зелёные без вензелей. Навершие обр. 1816. Древко чёрное. Новое полковое знамя хранится в Государственном Эрмитаже. Знамя образца 1900 года с иконой Спаса Нерукотворного. Полотнище зелёное, кайма голубая. На оборотной стороне вензель Николая II, а на отрезке Андреевской ленты даты: 1574-1743-1874-1915.

## Командиры
в хронологическом порядке с указанием дат исполнения обязанностей командира полка
- 19.07.1914 - 23.02.1917 гг. — генерал-майор Дашкин, Зюлькарнаин Шангареевич,
- 28.07.1917 - ?              — генерал-майор Попов, Василий Григорьевич[2].

## Офицеры служившие в 14-м полку
- Есаул Шивцов, Сергей Иванович, в период Русско-японской войны.